# Augusto Scalbi
Augusto Mateo Scalbi (ur. 17 lipca 1990 roku w Conesa) – argentyński kierowca wyścigowy.

## Kariera
Scalbi rozpoczął karierę w międzynarodowych wyścigach samochodowych w 2006 roku od startów we Włoskiej Formule Junior 1600, gdzie dziesięciokrotnie stawał na podium, w tym ośmiokrotnie na jego najwyższym stopniu. Uzbierane 302 punkty pozwoliły mu zdobyć tytuł mistrza serii. W późniejszym okresie Argentyńczyk pojawiał się także w stawce Włoskiej Formuły Renault, Włoskiej Formuły 3, Hiszpańskiej Formuły 3, Południowoamerykańskiej Formuły 3, Formula 4 New Generation, Argentina, Top Race Series V6 Argentina, TC Mouras, Super TC 2000 oraz TC 2000.